# Pasites dichrous
Pasites dichrous är en biart som beskrevs av Smith 1854. Pasites dichrous ingår i släktet Pasites och familjen långtungebin. Inga underarter finns listade i Catalogue of Life.